# Hot (album de Melanie Brown)
Pour les articles homonymes, voir Hot.
Albums de Melanie Brown
L.A. State Of Mind
(2005)
Singles
1. Tell Me
Sortie :  25 août 2000
2. Feels So Good
Sortie :  19 février 2001
3. Lullaby
Sortie :  4 juin 2001

Hot est le premier album solo de Melanie Brown sorti le 9 octobre 2000. Il est publié moins d’un mois avant la sortie du troisième album studio des Spice Girls, Forever, ce qui explique qu'il ne rencontre pas beaucoup de succès : les fans étant plus intéressés par le retour du groupe.
En dépit du succès des singles "Tell Me" (4e), "Feels So Good" (5e) et I Want You Back (1er), "Hot" entre dans les charts britanniques avec une décevante 28e place avant de tomber rapidement dans l’oubli. Bien que l’album n’ait pas rencontré le succès au Royaume-Uni, il atteindra malgré tout le sommet des charts en Israël et sera publié numériquement aux États-Unis via iTunes Store le 30 octobre 2007.
Au total, l'album s'est vendu à plus de 53.000 exemplaires.

## Liste des pistes
| No  | Titre                                     | Auteur                                                    | Producteur(s)          | Durée |
| --- | ----------------------------------------- | --------------------------------------------------------- | ---------------------- | ----- |
| 1.  | Feels So Good                             | Melanie Brown, James Harris III, Terry Lewis              | Jimmy Jam, Terry Lewis | 5:06  |
| 2.  | Tell Me                                   | Brown, Fred Jerkins III, LaShawn Daniels, Rodney Jerkins  | Fred Jerkins III       | 4:33  |
| 3.  | Hell No                                   | Mark Andrews                                              | Al West                | 4:18  |
| 4.  | Lullaby                                   | Brown, Richard Stannard, Julian Gallagher, Richard Norris | Fred Jerkins III       | 3:26  |
| 5.  | Hotter                                    | Mark Andrews                                              | Al West                | 3:14  |
| 6.  | Step Inside                               | Max Beesley                                               | Beesley, Henry Binns   | 3:59  |
| 7.  | ABC 123                                   | Ted Riley, Screwface, K Anderson                          | Riley                  | 3:13  |
| 8.  | I Believe                                 | Riley, R Fauntleroy, K Anderson                           | Riley                  | 4:01  |
| 9.  | I Want You Back (featuring Missy Elliott) | Melissa Elliott, Gerald Thomas, Donald Holmes             | Missy Elliott          | 3:26  |
| 10. | Pack Your S**t                            | Riley, Screwface, T Frampton, J Singletary, J Walker      | Riley                  | 4:21  |
| 11. | Feel Me Now                               | Brown, James Harris III, Lewis                            | Jimmy Jam, Lewis       | 4:58  |

| 1.  | Feels So Good                             |                              |           | 5:06 |
| 2.  | Tell Me                                   |                              |           | 4:33 |
| 3.  | Hell No                                   |                              |           | 4:18 |
| 4.  | Lullaby                                   |                              |           | 3:26 |
| 5.  | Hotter                                    |                              |           | 3:14 |
| 6.  | Step Inside                               |                              |           | 3:59 |
| 7.  | ABC 123                                   |                              |           | 3:13 |
| 8.  | I Believe                                 |                              |           | 4:01 |
| 9.  | I Want You Back (featuring Missy Elliott) |                              |           | 3:26 |
| 10. | Word Up                                   | Larry Blackmon, Tomi Jenkins | Timbaland | 5:23 |
| 11. | Pack Your S**t                            |                              |           | 4:21 |
| 12. | Feel Me Now                               |                              |           | 4:58 |